# Rue Sainte-Marie (Metz)
Pour les articles homonymes, voir Sainte-Marie.
La rue Sainte-Marie est une rue piétonne du centre-ville de Metz dans la région Grand Est, dans le département de la Moselle.

## Situation et accès
La rue est située dans Metz-Centre, elle débute rue sous Saint-Arnould pour finir rue de la Paix.

## Origine du nom
Son nom tient du monastère des religieuses de Sainte-Marie fondé vers 985.

## Historique
Les maisons de la rue Sainte-Marie ont la forme d'une ellipse, laissant comme témoin l'ancien petit amphithéâtre de Metz, aujourd'hui disparu. 
La première limonade gazeuse en bouteille a été vendue par un ancien habitant de la rue.